# Comuna Sadkî, Jîtomîr
Sadkî (în ucraineană Садківська сільська рада) este o comună în raionul Jîtomîr, regiunea Jîtomîr, Ucraina, formată din satele Sadkî (reședința) și Vîhoda.

## Demografie
Componența lingvistică a comunei Sadkî
     Ucraineană (97,64%)
     Rusă (1,77%)
     Alte limbi (0,4%)
Conform recensământului din 2001, majoritatea populației comunei Sadkî era vorbitoare de ucraineană (97,64%), existând în minoritate și vorbitori de rusă (1,77%).